# Gmina Dąbrowa Białostocka
Die Gmina Dąbrowa Białostocka ist eine Stadt-und-Land-Gemeinde im Powiat Sokólski der Woiwodschaft Podlachien in Polen. Ihr Sitz ist die gleichnamige Stadt mit 5657 Einwohnern (2016).

## Geschichte
Nach dem Zweiten Weltkrieg erholte sich die namensgebende Stadt nur langsam und Dąbrowa Białostocka verlor 1950 sein Stadtrecht. 1956 wurde der Ort Sitz eines Powiats, erlangte aber das Stadtrecht erst 1965 wieder. Im Rahmen einer Verwaltungsreform kam die Stadt von 1975 bis 1998 zur Woiwodschaft Woiwodschaft Białystok.

## Bauwerke
Die Kirche der Heiligen Anna im Dorf Kamienna Stara wurde im 16. Jahrhundert errichtet und ist die älteste erhaltene hölzerne Kirche in der Woiwodschaft Podlachien.

## Gliederung
Die Stadt-und-Land-Gemeinde hat eine Fläche von 263,95 km², auf der 11.783 Einwohner leben. Die Gemeinden Nowy Dwór, Sidra, Janów, Suchowola, Lipsk und Sztabin grenzen an die Gemeinde.
Zur Stadt-und-Land-Gemeinde gehören folgende Schulzenämter:
Bagny, Bity Kamień, Brzozowo, Brzozowo-Kolonia, Grabowo, Grodziszczany, Grzebienie, Hamulka, Harasimowicze, Harasimowicze-Kolonia, Jaczno, Jałówka, Nowa Kamienna, Stara Kamienna, Stara Kamienna-Kolonia, Kirejewszczyzna, Kropiwno, Krugło, Kuderewszczyzna, Lewki, Łozowo, Łozowo-Kolonia, Małowista, Małyszówka, Małyszówka-Kolonia, Miedzianowo, Mościcha, Nierośno, Nowa Wieś, Nowinka, Olsza, Osmołowszczyzna, Ostrowie, Ostrowie-Kolonia, Pięciowłóki, Podbagny, Reszkowce, Sadek, Sadowo, Sławno, Stock, Suchodolina, Szuszalewo, Trzyrzeczki, Wesołowo, Wiązówka, Wroczyńszczyzna, Zwierzyniec Mały, Zwierzyniec Wielki und Dąbrowa Białostocka.

## Verkehr
Das Straßennetz der Gemeinde umfasst 198 Kilometer davon 164 Kilometer befestigt. Zum Straßennetz gehören 34,6 Kilometer Woiwodschaftsstraßen. Die Woiwodschaftsstraße 670 (droga wojewódzka 670) mündet nach etwa 50 Kilometern in westlicher Richtung unweit von Goniądz in die Landesstraße 65. Im Osten führt die 670 über Nowy Dwór Sokólski zur belarussischen Grenze. Die Woiwodschaftsstraße 673 verläuft von Nord nach Süd. Im Norden mündet sie nach etwa 12 Kilometern bei Lipsk in die Woiwodschaftsstraße 664. Im Süden endet sie nach etwa 30 Kilometern in Sokółka. Die Kreisstraßen (ulica powiatowe) besitzen eine Länge von 106,7 Kilometern, die Gemeindestraßen 43,3 Kilometer.
Der nächste Grenzübergang zu Belarus befindet sich in Kuźnica etwa 25 Kilometer südöstlich von Dąbrowa Białostocka. Durch die Stadt führt die Schienenverbindung von Warschau über Białystok nach Suwałki.